# Karl Heinrich Siegfried Rödenbeck

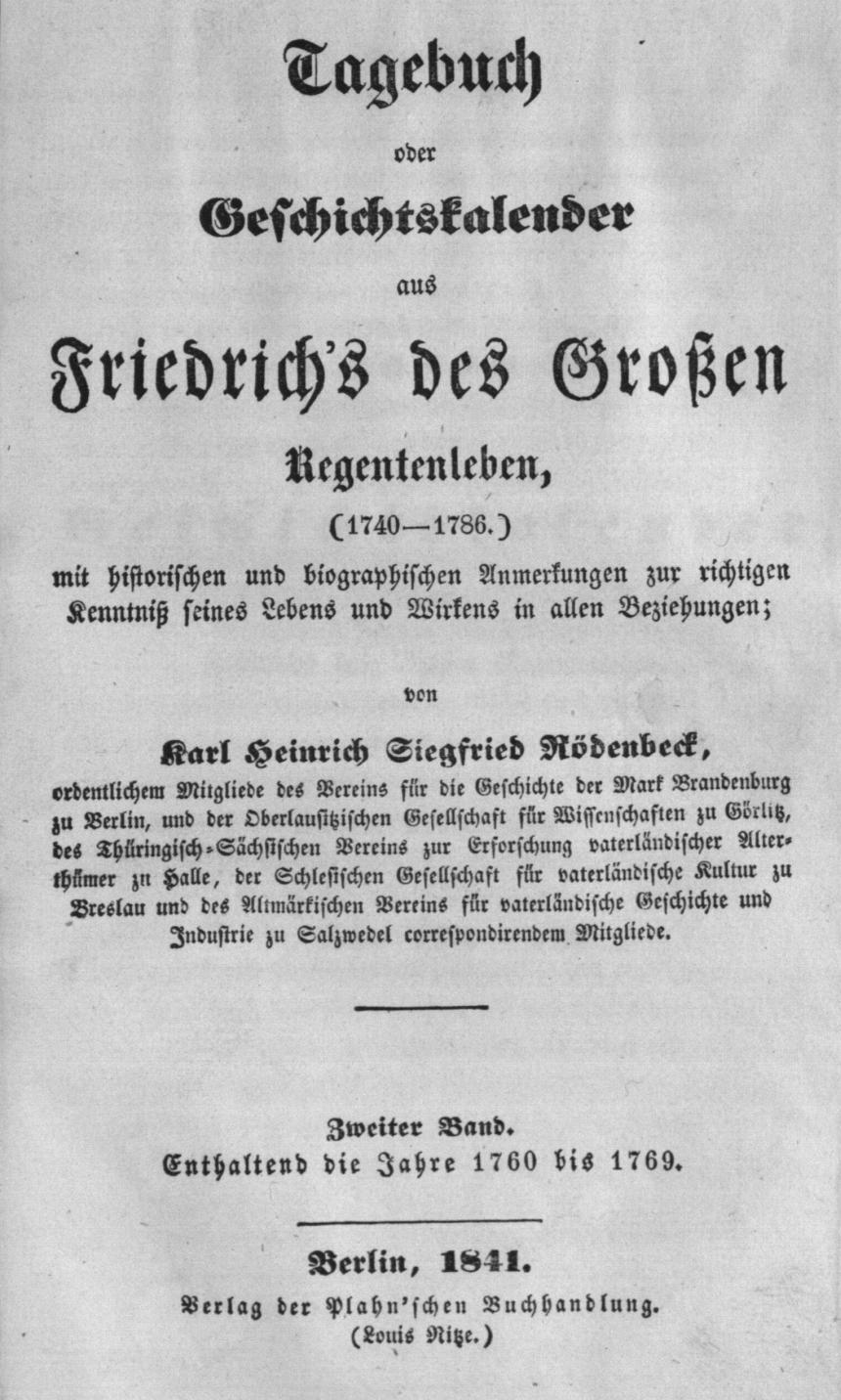
Karl Heinrich Siegfried Rödenbeck: Tagebuch oder Geschichtskalender aus Friedrich’s des Großen Regentenleben. Band 2, 1841, Titelblatt

Karl Heinrich Siegfried Rödenbeck (* 22. November 1774 in Dobrilugk; † 26. Dezember 1860 in Berlin) war ein deutscher Historiker, der vor allem durch seine umfangreichen Arbeiten zum Leben Friedrichs des Großen nachwirkt.

## Leben
Karl Rödenbeck war Sohn eines sächsischen Justizbeamten und seiner Ehefrau Johanne Sophie Tugendreich Lunitz. Da der Vater bereits 1782 starb, trat Karl mit 14 Jahren als Lehrling in ein Materialwarengeschäft in Berlin ein. Die wenige Freizeit nutzte er, um sich autodidaktisch fortzubilden. 1794 wechselte er als Angestellter in ein anderes Berliner Geschäft. 1798 wurde er Buchhalter einer Tabakfabrik in Potsdam. Als Kaufmann besuchte er die Messe in Frankfurt/Oder und unternahm mehrere Geschäftsreisen die ihn durch Brandenburg, nach Schlesien, Polen, Ostpreußen und Pommern führten.
1801 heiratete er Anna Dorothea Kohlhepp und nachdem diese 1813 verstarb in zweiter Ehe Johanna Emilie Boden. Aus der ersten und zweiten Ehe gingen je fünf Kinder hervor, unter anderem Carl Rödenbeck (1811–1871), Jurist und Justizkommissar, und Paul Rudolf Siegfried Roedenbeck (1822–1891), Geheimer Oberregierungsrat.
1801 eröffnete er in Berlin ein eigenes Tabaksgeschäft. 1805 kaufte er eine Tabakfabrik, deren Gewinne es ihm ermöglichten, sich 1824 als Privatier aus dem Geschäftsleben zurückzuziehen.
Seit den 1790er Jahren baute Rödenbeck systematisch seine Privatbibliothek aus, die 1852 auf mehrere tausend Bände angewachsen von Friedrich Wilhelm IV. angekauft wurde. Von 1798 an veröffentlichte er natur- und wirtschaftshistorische Zeitschriftenartikel. Ab 1817 konzentrierte er sich auf die Biografie Friedrichs des Großen, die von jeher ein Schwerpunkt seiner Büchersammlung gewesen war. Er stand in engem Austausch mit dem deutschen Historiker Johann David Erdmann Preuß.
In Anerkennung seiner Verdienste wurde er, obwohl ohne reguläre akademische Ausbildung, von mehreren wissenschaftlich-historischen Gesellschaften als Mitglied aufgenommen. 1853 wurde ihm der Rote Adlerorden verliehen. Er verstarb 86-jährig an einem Schlaganfall.

## Schriften
- Uebersicht der Staats- und Regenten-Veränderungen der Nieder-Lausitz. Berlin 1823
- Gründliche und leicht faßliche Anweisung zur Sogenannten italienischen doppelten Buchhaltung. Verlag der H. Vogler’schen Buchhandlung, Potsdam 1833
- Von 1836 bis 1842 erschienen in fünf Bänden seine Beiträge zur Bereicherung und Erläuterung der Lebensgeschichte Friedrich Wilhelms I. und Friedrichs des Großen, Könige von Preußen; nebst einem Anhang, enthaltend ein Tagebuch aus Friedrichs des Großen Regentenleben 1740–1786, mit historischen, charakteristischen u.s.w. Notizen, Berichtigungen u.s.w.
- Prüfung und Berichtigung der Krahmerschen Schrift: Preußische Zustände. Ferdinand Dümmler, Berlin 1841
- Die Zuckerfrage und das Sendschreiben an einen Gutsbesitzer, über denselben Gegenstand. Verlag der Stuhr’schen Buchhandlung, Berlin 1842
- Zur Geschichte Friedrich Wilhelms des Großen Churfürsten von Brandenburg. Drei Aktenstücke. Verlag von Veit und Comp, Berlin 1851.